# Girls Just Want to Have Fun
Singles de Cyndi Lauper
Time After Time
(1984)
Clip vidéo
[vidéo] « Girls Just Want to Have Fun », sur YouTube
Pistes de She's So Unusual
Money Changes Everything (en) When You Were Mine (en)
Girls Just Want to Have Fun est une chanson de l'artiste américaine Cyndi Lauper. Écrite par Robert Hazard, elle sort comme premier single de l'album She's So Unusual le 6 septembre 1983 sous le label Epic. Elle apparaît ensuite sur les compilations Twelve Deadly Cyns...and Then Some et Wanna Have Fun sous sa forme originale, mais aussi en duo avec Puffy AmiYumi sur The Body Acoustic. Cyndi Lauper modifie certaines paroles car elle trouve que la version originale est misogyne.
La chanson est bien reçue par les critiques qui la considèrent comme un hymne féministe. Elle connaît un succès international en atteignant la seconde place du  Billboard Hot 100, en devenant numéro un au Canada, en Australie, Irlande, Norvège et Nouvelle-Zélande ainsi que le top 5 de plusieurs pays. Le clip, réalisé par Ed Griles, inclut quelques éléments autobiographiques et nous présente Cyndi Lauper avec ses amis. Après la diffusion du clip sur MTV, Cyndi Lauper gagne beaucoup en popularité.

## Genèse et écriture
Après la séparation de son groupe (Blue Angel) et une période de repos, Cyndi Lauper trouve une autre direction musicale et décide de continuer dans une carrière solo,. Cependant, elle n'est pas sure de vouloir enregistrer un nouveau disque. Elle déclare dans Encyclopedia of Pop, Rock and Folk d'Irwin Stambler : « J'ai décidé d'aller en avant et de le faire, même si je n'avais pas écrit beaucoup de chansons. J'ai rompu mon partenariat avec John Turi — et je n'aime pas l'idée de chanter les chansons des autres. Mais pour mon premier album, Rick Chertoff et moi avons sélectionné des chansons qui me permettraient de garder mon honnêteté... j'en ai écrit quelques-unes aussi ». Chertoff apporte Girls Just Want to Have Fun écrite en quinze minutes par Robert Hazard en prenant un bain dans un hôtel. Il pense que c'est une chanson importante pour le disque :
« Je l'ai entendu pour la première fois par Robert Hazard, qui essayait de décrocher un contrat avec un label et qu'il a finalement trouvé. Il avait son propre groupe appelé Robert Hazard & The Heroes. Cette chanson particulière m'a toujours frappée comme étant quelque chose d'intéressant et drôle mais en même temps poignante, et je savais que c'était une pierre angulaire de mon disque avec Cyndi ».
Chertoff décide de l'emmener à un concert de Robert Hazard & The Heroes. Cependant, la version de Hazard a été façonnée pour être un point de vue masculin sur le désir féminin et Cyndi Lauper dit qu'elle ne veut pas la faire. Chertoff essaie d'en discuter avec elle car elle ne veut pas faire une « chanson sexiste » mais un jour, elle dit : « OK, je le ferai ». Elle modifie légèrement les paroles car elle trouve la version de Hazard misogyne. Avec Chertoff, elle réécrit les paroles et plus particulièrement le pont et garde ce qu'elle préfère. Elle explique :
« Il m'a joué Girls et j'ai dit, OK, je ne ferai pas cette chanson… car cela ne finit pas comme cela devrait être — mais je n'oublierais jamais cette chose que Rick a faite pour moi. J'étais têtue et trop ferme. C'est en gros une chanson très machiste. Il me dit : « Mais attends, sais-tu ce que cela veut dire, réfléchis juste une minute, oublies tous ces autres trucs, et réfléchis à ce que cela veut dire ». J'ai dit : « OK, comment pourrais-je faire ça ? Regarde ici et regarde là ». Il me répond : « D'accord, change-la ». »

## Développement et enregistrement
Après que Cyndi Lauper a accepté de faire la chanson, Chertoff cherche l'arrangement qui pourrait convenir à Girls Just Want to Have Fun. Chertoff et Cyndi Lauper essaie d'abord de l'orienter vers une mélodie reggae mais ils n'étaient pas satisfaits de leurs décisions avec l'équipe de production. Ils demandent alors de l'aide. Au même moment, Sly Dunbar et Robbie Shakespeare enregistrent l'album Infidels de Bob Dylan et Chertoff leur demande de venir les aider. Dunbar et Shakespeare viennent une journée mais le résultat ne correspond pas à ce qu'ils avaient déjà fait avec le bassiste Neil Jason et le batteur Anton Fig. Chertoff utilise ensuite une guitare et un orgue pour créer une mélodie de base. Cela permettrait ainsi de guider l'arrangement des percussions pour les remplacer après. Sauf qu'ici, Chertoff décide de garder les percussions et la mélodie de base. Le percussionniste Eric Bazilian ajoute ensuite un son de faux applaudissements. Après que Cyndi Lauper a enregistré la chanson, Rob Hyman joue un solo de clavier. L'ingénieur assistant John Agnello explique : « Cela ressemblait à une grosse plaisanterie quand nous l'avons fait pour la première fois, mais ensuite tout le monde disait : « C'est très impressionnant » ». Le mixage est entièrement manuel car il n'y a pas d'équipement automatisé. L'ingénieur William Wittman explique : « Nous aurions pu faire ça encore et encore, remixer par petites pièces jusqu'à ce que tout soit correct, le mix final a probablement subi une centaine de petits changements. C'était sans l'automatisme ».
Chertoff amène Ellie Greenwich, une autrice-compositrice du Brill Building, pour écrire avec Cyndi Lauper et faire les chœurs de la chanson. Lorsqu'elle écoute Girls Just Want to Have Fun, elle commence à chanter : « Girls / They want / Want to have fun ». Elle invite Cyndi Lauper à l'accompagner : « Viens Cyn—chante avec moi avec ton accent ! Viens, fais entendre ton accent de Queens ». Elle se met à chanter avec elle dans le couloir du studio. Chertoff lui propose ensuite de faire un son de hoquet sur le mot « fun ». Cyndi Lauper accepte car c'est une technique vocale qu'elle utilisait déjà avec son groupe Blue Angel. Cyndi Lauper explique que la musique de Girls Just Want to Have Fun représente plusieurs moments de sa vie. Ainsi, le son produit par l'orgue au début de la chanson rappelle une publicité que la chanteuse entendait au Raceway Park quand elle était enfant. Epic Records veulent que Time After Time soit le premier single de l'album. Cyndi Lauper n'est pas d'accord car elle pense qu'une ballade pourrait l'assimiler à un style. Wolff la soutient car il pense que Girls Just Want to Have Fun peut devenir un hymne. Finalement, le label accepte la proposition de Cyndi Lauper et Wolff.

## Structure musicale et paroles
Girls Just Want to Have Fun est une chanson pop/new wave qui possède un tempo de « rock gai ». Selon la publication d'Alfred Publishing, la chanson se situe dans une signature rythmique commune 4/4 avec un tempo de 120 pulsations par minute. Elle se situe dans une tonalité de Sol majeur et la voix de Cyndi Lauper s'étend des notes Do4 à Mi5. Elle a une progression d'accords de Do, Ré, Sol et Mi mineur dans les couplets. Christopher Feldman, auteur de Billboard book of number 2 singles trouve que les paroles en font « une mélodie dance scintillante » et ajoute qu'elles peuvent presque être assimilées à son image publique. Dans une interview pour Deborah Solomon de The New York Times, la chanteuse dit que les paroles sont autobiographiques car sa mère et sa grand-mère « ne se sont jamais amusées ». Selon elle, la chanson est un hymne et les paroles disent : « Nous voulons avoir une vie, nous voulons nous amuser [...] Nous ne voulons pas porter les chaînes ».
Dans la version originale de Hazard, les paroles expriment le point de vue d'un adolescent qui découvre son attirance pour les filles. Le lien qu'il a avec son père contraste de celui qu'il a avec sa mère qui le gronde d'être sorti toute la nuit. D'après Wayne Heisler, Jr., professeur de l'Université de Princeton, Cyndi Lauper intervertit les relations avec ses parents en créant de la compassion avec sa mère et en feignant son rôle de fille à papa. Ainsi, elle montre la prise de conscience du pouvoir masculin et son désir de voir son sexe mieux représenté.

## Accueil

### Critiques de la presse
Girl Just Want to Have Fun est bien reçue par les critiques. Kevin East de Sensible Sound dit que la chanson est un hymne pour la fête, dans la même idée, Sal Cinquemani de Slant Magazine déclare que le titre est « un hymne à tonalité reggae » et ajoute qu'« elle émerge comme l'un des plus grands chefs-d'œuvre des années 1980 ». Stephen Thomas Erlewine d'AllMusic estime que Girls Just Want to Have Fun est « un appel aux armes ». Gillian G. Gaar, auteur de She's a Rebel: The History of Women in Rock & Roll, décrit le single et le vidéoclip comme une « grosse déclaration féministe », un « hymne de la solidarité féminine » et une « galopade taquine célébrant la camaraderie féminine ». Lisa A. Lewis, dans son livre Gender politics and MTV: voicing the difference, écrit : « Le refrain, « Girls just want to have fun » sert de cri puissant pour l'accès royaume privilégié des loisirs et de l'amusement des adolescents masculins ». Jay Cock de Time considère la chanson comme « une sorte d'hymne féministe antique ». Terry Atkinson fait l'éloge de la chanson et la considère comme « un bijou désarmant ». La chanson reçoit également des critiques négatives. Susan Glen de PopMatters déclare que la chanson « sonne presque anachronique [...] elle révèle les impulsions mauvaises des années 80 ». Elle ajoute : « Quelle que soit l'étourderie qui nourrissait encore ces chansons est catégoriquement partie aujourd'hui, et a été remplacée par un agacement nasal ». La chanson est nommée dans les catégories « Disque de l'année » et « Meilleure performance vocale pop féminine » lors de la 27e cérémonie des Grammy Awards mais perd face à What's Love Got to Do With It de Tina Turner,.

### Succès dans les hits-parades
Girls Just Want to Have Fun sort le 18 octobre 1983 et devient un succès mondial. La chanson entre dans le Billboard Hot 100 à la 80e place dans la semaine du 17 décembre 1983. Elle atteint la seconde place le 10 mars 1984 et passe un total de 25 semaines dans le classement. Elle a aussi du succès dans d'autres classements, en devenant numéro un du Hot Dance/Club Play Songs le 24 mars 1984, le premier de Cyndi Lauper. La chanson est certifiée disque de platine par la Recording Industry Association of America le 17 avril 1989 pour la vente d'un million d'exemplaires. En 1984, avec Girls Just Want to Have Fun, Time After Time, She Bop et All Through the Night, Cyndi Lauper devient la première artiste féminine à avoir mis quatre chansons de son premier album dans le top 10 du Billboard Hot 100. Au Canada, la chanson entre dans le classement RPM à la 46e place dans le numéro du 11 février 1984. Au bout de huit semaines, elle est en tête pendant deux semaines et reste un total de 21 semaines dans le classement. La chanson est certifiée double disque de platine par la Canadian Recording Industry Association (CRIA). Le titre est situé à la 9e place du classement de fin d'année, juste derrière Time After Time.
Au Royaume-Uni, Girls Just Want to Have Fun sort le 30 décembre 1983. Elle entre dans l'UK Singles Chart à la 50e place puis arrive à la seconde trois semaines plus tard, restant dans le classement pendant douze semaines. Le 1er février 1983, elle est certifiée disque d'argent par la British Phonographic Industry (BPI). Dans le monde, la chanson est numéro un en Australie, Irlande, Norvège et Nouvelle-Zélande, entre dans le top 5 en Autriche, Belgique, Pays-Bas et Suède ainsi que dans le top 10 en Allemagne et Suisse. En France, le single se classe à la 2e place des classements établis par l'IFOP et est certifiée disque d'or par le Syndicat national de l'édition phonographique (SNEP) pour la vente de 500 000 exemplaires peu de temps après. La chanson s'est vendue à cinq millions d'exemplaires à travers le monde.

## Clip vidéo

### Développement
Le clip est réalisé par Edd Griles, qui a précédemment travaillé avec Blue Angel sur le clip de I Had a Love,. Il est tourné à New York avec un budget de 1 500 dollars,. La participation de Cyndi Lauper est également importante. Elle garde sa mère pour jouer le rôle de la mère dans la vidéo et engage l'ex-catcheur Lou Albano pour le rôle du père. Dave Wolff, son manager, choisit, à sa demande, le producteur et le réalisateur de la vidéo,. Le clip est diffusé sur MTV pour la première fois le 12 octobre 1983 et est diffusé en rotation régulière pendant vingt semaines,. Dave Wolff voulait faire un clip car « c'était une manière amusante d'introduire Cyndi au public, ».

### Synopsis
Le clip montre quelques éléments autobiographiques. Il commence en nous montrant Cyndi Lauper en train de rentrer chez elle un matin après avoir fait la fête toute la nuit. Elle trouve sa mère (qui est la mère de Cyndi Lauper en réalité) en train de préparer le déjeuner dans la cuisine. Son angoisse envers le mépris flagrant de sa fille pour sa défense de la condition féminine est exprimé par le fait qu'elle casse un œuf sur son cœur. Ensuite, le père répète les paroles « What you gonna do with you life? » tandis que Cyndi Lauper attrape son bras et le plaque contre le mur. Selon Lisa A. Lewis, auteur de Gender politics and MTV: voicing the difference, ce geste modifie la situation et déstabilise l'autorité du père et le patriarcat par extension symbolique. Cyndi Lauper gesticule et appelle ses amies au téléphone dans des plans photographiques et se réunissent. On voit Cyndi Lauper plaquant son journal et regarder un extrait d'une adaptation cinématographique de 1923 de Notre-Dame de Paris où on peut voir Quasimodo transportant Esmeralda à l'intérieur de la cathédrale, faisant écho aux paroles "some boys take a beautiful girl and hide them away from the rest of the world" ("Certains garçons prennent une jolie fille et la cachent du reste du monde"). Elle sort ensuite de chez elle avec une bande de filles à travers les rues de New York et dansent frénétiquement, ce qui retourne l'expérience des femmes dans les rues dangereuses à une ambiance de carnaval. Les filles emmènent un groupe de maçons, symboles du harcèlement des femmes dans la rue. À la fin, elles ramènent les hommes chez elle pour danser et met de la musique dans sa chambre.

### Accueil
Holly Brobach de The Atlantic Monthly déclare : « Les hommes commencent à ressembler à un groupe suffisant et ennuyeux. Que les filles ou non veulent s'amuser, elles semblent être les seules à savoir comment ». Bob Batchelor et Scott Stoddart, auteurs de The 1980s, disent que « la vidéo illustrent la chanson, parlant d'une fille qui a besoin de défier ses parents pour pouvoir s'amuser ». Ils ajoutent : « elle illustre le message de la chanson : que les filles — jeunes femmes — méritent autant de s'amuser que les jeunes hommes, sans la société qui en pense moins ». Mary Ellen Brown, auteur de Television and women's culture: the politics of the popular, remarque que le mot est défini « dans le but de faire ce que les hommes font » et que leurs activités « conçoivent leurs tentatives pour créer un ordre complémentaire de l'amusement des femmes ». Frank Spotnitz du Chicago Tribune trouve la vidéo joyeuse. Jessica Letkemann de Billboard dit que la vidéo « est un bijou des années 80 avec son atmosphère de sitcom ».
Grâce au clip, Cyndi Lauper devient l'une des premières chanteuses à avoir augmenté sa popularité par sa diffusion sur MTV. Le vidéoclip remporte plusieurs prix. Elle gagne dans la catégorie « meilleure vidéo féminine » aux American Video Awards et MTV Video Music Awards. Elle remporte plusieurs prix au Festival International du Film et de la TV à New York et gagne dans la catégorie « meilleure nouvelle vidéo d'artiste ». Le clip est à la 45e position des cent meilleurs clips selon VH1. Dans un sondage réalisé par Billboard en 2011, le clip est le 3e meilleur clip des années 1980 derrière Thriller de Michael Jackson et Like a Prayer de Madonna.

## Interprétations scéniques
Cyndi Lauper interprète Girls Just Want to Have Fun dans la plupart de ses tournées. Elle est la dernière chanson de The Fun Tour en 1985. Elle l'interprète lors du True Colors World Tour en 1987 pendant le rappel. Elle porte une veste à motifs avec une écharpe à pois noirs et des lunettes de soleil arlequin,. Sa prestation est disponible sur la vidéo Cyndi Lauper in Paris, filmée à Paris le 12 mars 1987. Lors de la tournée A Night to Remember World Tour, elle fait une version reggae de Girls Just Want to Have Fun,. Lors du Hat Full of Stars World Tour en 1993, elle la reprend pendant le rappel. Comme pour sa tournée précédente, elle interprète une version reggae avec un rap de Pierre Andre, son percussionniste,.
Outre les tournées, Cyndi Lauper interprète Girls Just Want to Have Fun lors de concerts ou d'émissions télévisées. En juin 2002, elle interprète la chanson au Bryant Park de Manhattan dans le cadre des « Summer Concert Series » de Good Morning America.

## Postérité

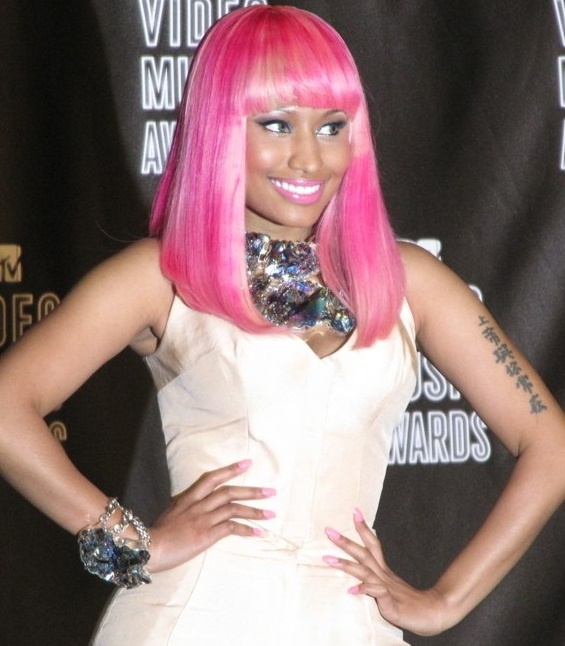
Nicki Minaj considère la vidéo comme une inspiration pour le clip de Girls Fall Like Dominoes.

Après sa sortie, Girls Just Want to Have Fun devient un hymne féministe et attire l'attention des médias. Jerome L. Rodnitzky, auteur du livre Feminist Phoenix: the rise and fall of a feminist counterculture, dit que grâce à Girls Just Want to Have Fun, Cyndi Lauper a été rapidement adoptée par de nombreux féministes et pose même pour la couverture du magazine Newsweek le 4 mars 1985. Le magazine Ms. remarque que « si Helen Reddy enregistre I Am Woman avec colère et une nouvelle fierté collective, Girls Just Want to Have Fun est un nouveau plaisir rebelle et la célébration de notre force ». Avec la chanson et le clip, Cyndi Lauper commence à attirer l'œil du public et certains fans s'habillent comme elle, un phénomène similaire à Madonna. Dans She Bop de Lucy O'Brien, Cyndi Lauper se souvient : « À l'époque de Girls Just Want to Have Fun, j'ai été choquée par la réaction. Je suis montée sur scène et le public était rempli de filles criant, s'aggripant à mes vêtements. Je n'avais jamais vu de filles crier pour une femme auparavant ».
Le clip gagne aussi beaucoup en popularité dans les médias. La presse déclare que la chanteuse est la nouvelle leader des rockeuses et les féministes font l'éloge de son action de « souligner l'individualité sur la sexualité » contrairement à Madonna. Ses vêtements et ses manières créent une peur chez certaines personnes qui sont effrayés par son image de « personnage de dessin animé ». Cyndi Lauper répond : « Je ne suis pas là pour prendre un vêtement car vous m'avez dit que c'était bien. Je suis là pour acheter ce qui me semble bien et mettre les choses que j'aime, car c'est un habillage créatif ». La rappeuse Nicki Minaj a été également influencée par le clip pour celui de son single Girls Fall Like Dominoes. Elle déclare : « Quand j'ai vu le clip de Cyndi Lauper en étant petite, j'avais envie de sauter dans la télé et de courir dans la rue avec elle et de crier « girls just wanna have fun ». Dans ma tête, j'ai toujours voulu être cette personne folle. Elle est l'une des personnes qui m'ont inspirée ».
Le 22 janvier 2022, le clip vidéo atteint le milliard de visionnages sur la plateforme YouTube.

## Versions
| Single 33 tours, 1. Girls Just Want to Have Fun — 3:55 2. Right Track Wrong Train — 4:40 Single 45 tours, 1. Girls Just Want to Have Fun (Extended Version) — 6:08 2. Fun With V. Knutsn (Instrumental) — 7:10 3. Xtra Fun — 5:05 | Maxi-Single européen 1. Girls Just Want to Have Fun (Extended Version) — 6:08 2. Fun With V. Knutsn (Instrumental) — 7:10 3. Xtra Fun — 5:05 Single 33 tours britannique 1. Girls Just Want to Have Fun — 3:55 2. Right Track Wrong Train — 4:40 |

## Crédits
- Cyndi Lauper – chant, auteur
- Robert Hazard – auteur
- Rick Chertoff – producteur
- Lennie Petze – producteur exécutif
- Arthur Baker – mixage
- Elliot Scheiner – ingénieur
- Tom Swift – assistant ingénieur

Crédits issus de l'album She's So Unusual.

## Classements et certifications
| Classement (1984)                      | Meilleure position |
| -------------------------------------- | ------------------ |
| Afrique du Sud (Springbok Radio)       | 3                  |
| Allemagne (Media Control AG)           | 6                  |
| Australie (Kent Music Report)          | 1                  |
| Autriche (Ö3 Austria Top 40)           | 3                  |
| Belgique (Flandre Ultratop 50 Singles) | 4                  |
| Canada (Top Singles)                   | 1                  |
| États-Unis (Billboard Hot 100)         | 2                  |
| États-Unis (Cash Box)                  | 1                  |
| États-Unis (Hot Dance Club Play)       | 1                  |
| Europe (Eurochart Hot 100)             | 1                  |
| France (IFOP)                          | 2                  |
| Irlande (IRMA)                         | 1                  |
| Norvège (VG-lista)                     | 1                  |
| Nouvelle-Zélande (RMNZ)                | 1                  |
| Pays-Bas (Nederlandse Top 40)          | 3                  |
| Pays-Bas (Single Top 100)              | 4                  |
| Royaume-Uni (UK Singles Chart)         | 2                  |
| Suède (Sverigetopplistan)              | 5                  |
| Suisse (Schweizer Hitparade)           | 6                  |

| Classement (2007)          | Meilleure position |
| -------------------------- | ------------------ |
| États-Unis (Hot Ringtones) | 16                 |

| Classement (2011) | Meilleure position |
| ----------------- | ------------------ |
| France (SNEP)     | 80                 |

| Classement (1984)                | Position |
| -------------------------------- | -------- |
| Australie (Kent Music Report)    | 9        |
| Autriche (Ö3 Austria Top 40)     | 29       |
| Belgique (Flandre Ultratop 50)   | 20       |
| Canada (Top 100 Singles)         | 9        |
| États-Unis (Billboard Hot 100)   | 15       |
| États-Unis (Cash Box)            | 16       |
| États-Unis (Hot Dance Club Play) | 25       |
| Pays-Bas (Nederlandse Top 40)    | 23       |
| Pays-Bas (Single Top 100)        | 40       |

| Pays                                      | Certification | Ventes    |
| ----------------------------------------- | ------------- | --------- |
| Allemagne (BVMI)                          | Or            | 250 000   |
| Brésil (Pro-Música Brasil)                | 3 × Platine   | 180 000   |
| Canada (CRIA)                             | 2 × Platine   | 200 000   |
| Danemark (IFPI Danmark)                   | Platine       | 90 000    |
| États-Unis (RIAA)                         | 6 × Platine   | 6 000 000 |
| États-Unis (RIAA) (Sonnerie de téléphone) | Platine       | 1 000 000 |
| France (SNEP)                             | Or            | 550 900   |
| Italie (FIMI)                             | Platine       | 70 000    |
| Portugal (AFP)                            | Or            | 20 000    |
| Royaume-Uni (BPI)                         | 2 × Platine   | 1 200 000 |

## Reprises
En 1985, Weird Al Yankovic fait une parodie de Girls Just Want to Have Fun intitulée Girls Just Want to Have Lunch et l'inclut dans son album Dare to Be Stupid. Eugene Chadbourne d'AllMusic dit que la parodie « a la particularité de se baser sur la philosophie de l'original ». Greg Laswell reprend la chanson et sa version est utilisée dans l'émission de télé-réalité Laguna Beach : The Hills de MTV. En 2008, Emilie Autumn reprend la chanson sous sa forme originale et enregistre trois remixes. Le 20 avril 2010, des célébrités féminines comme Caroline Quentin, Danielle Lloyd et Sonique font une reprise pour aider la recherche contre le cancer. En 2012, une reprise est à nouveau faite par Shaggy et E.V.E. intitulée Girls Just Want to Have Fun. Cette reprise est ensuite utilisée comme générique pour la réalité scénarisée Hollywood Girls : Une nouvelle vie en Californie. La même année, Yolanda Be Cool remixe le single pour la ré-édition de l'album She's So Unusual pour ses 30 ans.
Elle est également reprise dans l'épisode Le Premier Mot de Lisa de la série Les Simpson. Alors que le flashback nous fait revenir en 1983, un jeune Homer se balade dans la rue en chantant la chanson. En 2012, la chanson est reprise par Cory Monteith dans l'épisode I Kissed a Girl de Glee. Cette reprise entre à la 59e position du Billboard Hot 100 le 17 décembre 2011.
Le 24 septembre 2021 le DJ producteur italien, Gabry Ponte et Henri PFR, DJ belge, s'associent pour sortir un morceau intitulé « The Feeling » au refrain dont l'inspiration n'est pas sans rappeler Girls Just Want to Have Fun.

### (Hey Now) Girls Just Want to Have Fun
Singles de Cyndi Lauper
Hat Full of Stars
(1993) I'm Gonna Be Strong (en)
(1994)
Clip vidéo
[vidéo] « Hey Now (Girls Just Want to Have Fun) », sur YouTube
Pistes de Twelve Deadly Cyns
Sally's Pigeons (en) Come on Home

#### Genèse
En 1994, Cyndi Lauper prépare son premier best-of, Twelve Deadly Cyns...and Then Some (1994). La genèse d'un remake vient quand la chanteuse et son groupe Blue Angel s'éloignent de la version originale lors du Hat Full of Stars Tour (1993). Cyndi Lauper décide d'enregistrer un remake intitulé (Hey Now) Girls Just Want to Have Fun. Décrite comme une chanson de style reggae, elle reprend l'introduction de la chanson Come and Get Your Love de Redbone. La chanson est utilisée dans le film Extravagances. Contrairement à la version originale, le tempo a été ralenti et est à 102 pulsations par minute. De même, l'instrumentation diffère légèrement, la guitare basse et la batterie sont remplacées par une basse synthétisée et des percussions électroniques. Sa voix apparaît également plus détendue.

#### Accueil
Selon Barry Walters de The Advocate : « (Hey Now) Girls Just Want to Have Fun se penche vers Ace of Base et Real McCoy sur le plus gros tube de Cyndi ». Les critiques sont partagées. Jim Bessman de Billboard dit : « Comme le titre le suggère, le single est un remake du premier hit de Lauper — mais pas un renversement d'orientation ». Stephen Thomas Erlewine d'AllMusic dit que la chanson bâtit la compilation. (Hey Now) Girls Just Want to Have Fun a atteint la 87e place du Billboard Hot 100 dans la semaine du 23 septembre 1995. La chanson débute à la 13e place du UK Singles Chart et monte en 4e position. Ailleurs, la chanson atteint le top 10 en France, en Irlande et en Nouvelle-Zélande,, et le top 40 en Suède et en Suisse,.

#### Clip
Le clip est produit par la compagnie Daisy Force Pictures dont il s'agit de la première réalisation. Au début du clip, un groupe de filles sort d'un ascenseur et marche dans un couloir. Alors que la caméra montre d'abord les chaussures, elle montre ensuite les jambes puis les corps en entier. La scène est censée se dérouler dans des coulisses, les filles étant habillées pour monter sur scène. Les images coïncident avec les paroles. Lorsque Cyndi Lauper chante « oh mother dear we're not the fortunate ones », une des filles est poursuivie par des costumiers qui veulent accessoiriser sa tenue.
Les filles sont en réalité des drag queens. Cyndi Lauper déclare : « [l'idée] des drag queens... est arrivée [parce que] j'ai réalisé que la discrimination continue [et] que j'ai le pouvoir de les montrer à l'écran. Je ne pense pas que cela change le message, cela ouvre des portes pour chacun d'entre nous ».

#### Versions
| CD single américain 1. (Hey Now) Girls Just Want to Have Fun (Single Edit) — 3:39 2. (Hey Now) Girls Just Want to Have Fun (Mikey Bennett's Carnival Version (Edited)) — 4:09 3. (Hey Now) Girls Just Want to Have Fun (Sly & Robbie's Home Grown Version) — 4:16 4. (Hey Now) Girls Just Want to Have Fun (Junior Vasquez Remix Pop Goes The Dancehall) — 5:04 5. (Hey Now) Girls Just Want to Have Fun (Original Version) — 3:54 CD single japonais 1. (Hey Now) Girls Just Want to Have Fun (Single Edit) — 3:42 2. (Hey Now) Girls Just Want to Have Fun (Mikey Bennett's Carnival Version (Edited)) — 4:12 3. (Hey Now) Girls Just Want to Have Fun (Sly & Robbie's Home Grown Version) — 4:16 4. (Hey Now) Girls Just Want to Have Fun (Junior Vasquez Remix Pop Goes The Dancehall) — 5:02 | Vinyl 45 tours européen 1. (Hey Now) Girls Just Want to Have Fun (Pop Goes The Dancehall) — 5:04 2. (Hey Now) Girls Just Want to Have Fun (Dancehall Main) — 5:46 3. (Hey Now) Girls Just Want to Have Fun (Harder Dancehall Remix) — 5:46 4. (Hey Now) Girls Just Want to Have Fun (Home Grown Version) — 4:16 5. (Hey Now) Girls Just Want to Have Fun (Lounge Mix) — 6:12 6. (Hey Now) Girls Just Want to Have Fun (Lounge Dub) — 6:00 7. (Hey Now) Girls Just Want to Have Fun (Carnival Version) — 6:04 CD single britannique 1. (Hey Now) Girls Just Want to Have Fun (Single Edit) — 3:39 2. Hat Full of Stars — 4:27 |

#### Crédits
- Cyndi Lauper : chant, production
- Robert Hazard : auteur
- Lolly Vegas : auteur
- Jimmy Bralower : production
- William Wittman : mixage

Crédits issus de l'album Twelve Deadly Cyns.
| Classement (1994)                      | Meilleure position |
| -------------------------------------- | ------------------ |
| Allemagne (Media Control AG)           | 56                 |
| Belgique (Flandre Ultratop 50 Singles) | 50                 |
| États-Unis (Billboard Hot 100)         | 87                 |
| France (SNEP)                          | 3                  |
| Irlande (IRMA)                         | 10                 |
| Nouvelle-Zélande (RMNZ)                | 4                  |
| Pologne (LP3)                          | 16                 |
| Royaume-Uni (UK Singles Chart)         | 4                  |
| Suède (Sverigetopplistan)              | 38                 |
| Suisse (Schweizer Hitparade)           | 37                 |

| Pays              | Certification | Ventes  |
| ----------------- | ------------- | ------- |
| Royaume-Uni (BPI) | Argent        | 200 000 |

| Classement (1994) | Position |
| ----------------- | -------- |
| France (SNEP)     | 48       |

## Sources